# Atomu Tanaka
Atomu Tanaka (田中 亜土夢 Tanaka Atomu?), född 4 oktober 1987, är en japansk fotbollsspelare som spelar för HJK Helsingfors.
I juli 2007 blev han uttagen i Japans trupp till U20-världsmästerskapet 2007.